# The Blueprint 3
Pour les articles homonymes, voir Blueprint (homonymie).
Albums de Jay-Z
American Gangster
(2007) The Hits Collection Vol. 1
(2010)
Singles
1. D.O.A. (Death of Auto-Tune)
Sortie : 5 juin 2009
2. Run This Town
Sortie : 24 juillet 2009
3. Empire State of Mind
Sortie : 20 octobre 2009
4. On to the Next One
Sortie : 15 décembre 2009
5. Young Forever
Sortie : 11 janvier 2010

The Blueprint 3 est le 11e album studio de Jay-Z, sorti en 2009. Après une longue collaboration avec le label Def Jam, cet album sort finalement chez Atlantic Records. Cet album est également le premier à sortir sur son label Roc Nation, créé en 2008.
Cet album donne suite à The Blueprint (2001) et The Blueprint²: The Gift & The Curse (2002). À l'origine, l'album devait même sortir le 11 septembre 2009 aux États-Unis, soit 8 ans jour pour jour après la sortie de The Blueprint en 2001. Une semaine après sa sortie américaine, l'album s'écoule à 476 000 copies et se classe n°1 aux États-Unis. Jay-Z bat ainsi le record de 10 albums classés n°1 dès la première semaine, détenu auparavant par Elvis Presley.

## Histoire
En février 2008, un morceau intitulé Ain't I et produit par Timbaland apparaît sur une mixtape de DJ Clue. Le DJ annonce que ce morceau est un extrait du futur album de Jay-Z, The Blueprint 3. De son côté Timbaland annonce qu'il produira entièrement le prochain album du rappeur.
Cependant, en août 2008, Kanye West annonce lors d'un concert qu'il a produit un titre du Blueprint 3, Jockin' Jay-Z (Dope Boy Fresh).
Par ailleurs, Kanye West a produit le morceau de T.I. Swagga Like Us, en featuring avec Lil Wayne, lui-même et Jay-Z, extrait de l'album Paper Trail. Jay-Z avait annoncé qu'il voulait sa propre version de ce morceau pour son album mais le morceau n'apparaît finalement pas sur le tracklisting final car il a décidé que sur son album aucun son avec autotune sera accepté.
Quelques jours après l'élection présidentielle américaine de 2008, le titre History apparaît sur Internet. Sur une production de Kanye West, qui reprend pour l'occasion un sample de Véronique Sanson, Jay-Z se félicite de la victoire de Barack Obama. Un temps annoncé sur l'album, ce morceau n'y figure finalement pas.
Le 5 juin 2009, une nouvelle chanson de l'album est dévoilée sur la radio américaine Hot 97 : D.O.A. (Death of Auto-Tune), produite par No I.D.. Le clip vidéo est réalisé par Anthony Mandler et contient des apparitions de l'acteur Harvey Keitel et du basketteur LeBron James. Dans cette chanson, le rappeur critique ouvertement l'utilisation abusive de l'Auto-Tune dans le rap, ainsi que le look de certains rappeurs, la marque de champagne Cristal, ...
Le 24 juillet 2009, un nouveau morceau intitulé Run This Town en featuring avec Kanye West et Rihanna est en écoute sur la radio française Générations 88.2.
Le 13 novembre 2009, The Blueprint 3 est certifié disque de platine par la RIAA. Il s'est écoulé à plus de 1,9 million d'exemplaires aux États-Unis.
En décembre 2013, Jay-Z fait une rétrospective de sa carrière et établit un classement de ses 12 albums studio : il classe The Blueprint 3 à la 8e place, en précisant malgré tout « désolé les critiques, cet album est bon ».

## Liste des titres
| No  | Titre                                          | Producteurs                                      | Durée |
| --- | ---------------------------------------------- | ------------------------------------------------ | ----- |
| 1.  | What We Talkin' About (featuring Luke Steele)  | Kanye West, No I.D.                              | 4:04  |
| 2.  | Thank You                                      | Kanye West, No I.D.                              | 4:10  |
| 3.  | D.O.A. (Death of Auto-Tune)                    | No I.D.                                          | 4:15  |
| 4.  | Run This Town (featuring Rihanna & Kanye West) | Kanye West, No I.D.                              | 4:27  |
| 5.  | Empire State of Mind (featuring Alicia Keys)   | Al Shux, Janet Sewell-Ulepic, Angela Hunte (co.) | 4:36  |
| 6.  | Real as It Gets (featuring Young Jeezy)        | The Inkredibles                                  | 4:12  |
| 7.  | On to the Next One (featuring Swizz Beatz)     | Swizz Beatz                                      | 4:17  |
| 8.  | Off That (featuring Drake)                     | Timbaland, Jerome Harmon                         | 4:06  |
| 9.  | A Star Is Born (featuring J. Cole)             | Kanye West, Kenoe, No I.D.                       | 3:48  |
| 10. | Venus vs. Mars                                 | Timbaland, Jerome Harmon                         | 3:10  |
| 11. | Already Home (featuring Kid Cudi)              | Kanye West, No I.D., Jeff Bhasker (add.)         | 4:29  |
| 12. | Hate (featuring Kanye West)                    | Kanye West                                       | 2:31  |
| 13. | Reminder                                       | Timbaland, Jerome Harmon                         | 4:18  |
| 14. | So Ambitious (featuring Pharrell)              | The Neptunes                                     | 4:12  |
| 15. | Young Forever (featuring Mr Hudson)            | Kanye West                                       | 4:13  |

* (co.) - coproducteur

* (add.) - producteur additionnel 

## Singles
1. D.O.A. (Death of Auto-Tune) - 5 juin 2009
2. Run This Town - 24 juillet 2009
3. Empire State of Mind - 1er novembre 2009
4. On To The Next One - 15 décembre 2009
5. Young Forever - 25 janvier 2010
6. A Star Is Born - 14 juin 2010

## Classements hebdomadaires
| Classement (2009)                   | Meilleure place |
| ----------------------------------- | --------------- |
| Allemagne (Media Control AG)        | 22              |
| Australie (ARIA)                    | 9               |
| Autriche (Ö3 Austria Top 40)        | 37              |
| Belgique (Flandre Ultratop)         | 25              |
| Belgique (Wallonie Ultratop)        | 33              |
| Canada (Canadian Albums Chart)      | 1               |
| Danemark (Tracklisten)              | 36              |
| États-Unis (Billboard 200)          | 1               |
| États-Unis (Top R&B/Hip-Hop Albums) | 1               |
| États-Unis (Top Rap Albums)         | 1               |
| France (SNEP)                       | 20              |
| Grèce (IFPI)                        | 34              |
| Irlande                             | 3               |
| Italie (FIMI)                       | 95              |
| Japon                               | 15              |
| Norvège (VG-lista)                  | 15              |
| Nouvelle-Zélande (RIANZ)            | 10              |
| Pays-Bas (Mega Album Top 100)       | 12              |
| Royaume-Uni (UK Albums Chart)       | 4               |
| Royaume-Uni (R&B Albums)            | 1               |
| Suède (Sverigetopplistan)           | 44              |
| Suisse (Schweizer Hitparade)        | 12              |

## Certifications
PS : les statuts de disque d'or et de platine varient en fonction des pays (voir Disque d'or)
| Pays        | Certification | Association |
| ----------- | ------------- | ----------- |
| Australie   | Or            | ARIA        |
| Canada      | Platine       | CRIA        |
| Irlande     | Or            | IRMA        |
| Royaume-Uni | Platine       | BPI         |
| États-Unis  | Platine       | RIAA        |

## Samples
| - D.O.A. (Death of Auto-Tune) : - In the Space de Janko Nilovic - You're Nobody til Somebody Kills You de The Notorious B.I.G. (paroles) - Na Na Hey Hey Kiss Him Goodbye de Steam (paroles) - Run This Town : - Someday in Athens de The Four Levels of Existence - What We Talkin' About : - Spirit de Frédéric Mercier - On To The Next One : - D.A.N.C.E. de Justice - Thank You : - Ele E Ela de Marcos Valle | - Empire State of Mind : - Love on a Two Way Street de The Moments - A Star Is Born : - Touch Me de Mother Freedom Band - Already Home : - Mad Mad Ivy de Gladdy's Allstars - So Ambitious - Memory Lane de Minnie Riperton - Young Forever - Forever Young d'Alphaville |